# Пеламіда двоколірна
Пеламіда двоколірна (Pelamis platura) — отруйна змія, єдиний представник роду Пеламіда з підродини Морських змій родини аспідових. Інші назви «пелагічна морська змія» та «жовтобрюха морська змія».

## Опис
Монотипічний рід морських змій зі сплощеним з боків ремнеподібним тулубом, який поступово переходить в ще більш плоский веслоподібний хвіст, тупо заокруглений на кінці. Тулуб вкрито дрібною прилеглою шестикутною або трикутною лускою. Головні щитки збільшені, правильної форми. Черевні щитки дрібні. Ця змія досягає 100 см у довжину. Посередині тулуба є 47-69 рядків луски. Черевних щитків — 264–406.
Верхня частина тулуба чорна або темно-коричнева, різко контрастує з кремовою, жовтуватою або палево-світло-коричневим кольором черева. З боків є поздовжні світлі смуги або на всій поверхні тіла малюнок з поперечних кілець. Хвіст світлий з великими чорними плямами, що утворюють на його верхньому краю зубчастий візерунок.

## Спосіб життя
Пелагічний вид, зустрічається на значній відстані від берега у відкритому морі. Це морська змія, яка ніколи не виходить на сушу. Харчується рибою, яку попередньо умертвляє отрутою.
Це живородна змія. Самки народжують 3—8 дитинчат у воді.

## Розповсюдження
Мешкає у Тихому та Індійському океанах на північ до Японії і на південь до узбережжя Австралії, за винятком найхолодніших вод південної берегової лінії. Інколи зустрічається біля південної частини Приморського краю (Росія), а також біля Намібії.